# Asediul Mafekingului
Asediul Mafekingului a fost cea mai celebră acțiune britanică din al Doilea Război al Burilor. A avut loc lângă orașul Mafeking (astăzi Mafikeng) din Africa de Sud și a durat 217 zile, începând cu octombrie 1899 și luând sfârșit în mai 1900, și a dus la transformarea lui Robert Baden-Powell, care mai târziu a fondat Mișcarea Cercetașilor, într-un erou național. Ridicarea asediului Mafekingului a fost o victorie decisivă pentru britanici și o înfrângere majoră pentru buri.

## Preludiul
Cu puțin timp înainte de izbucnirea celui de al Doilea Război al Burilor în 1899, Lord Wolseley, comandantul armatei britanice, care nu a reușit să convingă guvernul britanic să trimită trupe în regiune, l-a trimis în schimb pe colonelul (devenit mai târziu lord) Baden-Powell, însoțit de un număr mic de ofițeri, în Colonia Capului pentru a recruta două regimente de pușcași călare din Rhodesia. Scopul lor era acela de a rezista unei eventuale invazii bure a Coloniei Natal (astăzi provincia KwaZulu-Natal), de a-i îndepărta pe buri de coastă în scopul facilitării debarcării trupelor britanice și, prin demonstrarea prezenței britanice, de a-i descuraja pe localnici de la a ține partea burilor.
Ca și guvernul britanic, politicienii locali se temeau că intensificarea activității militare ar putea provoca un atac al burilor, astfel că Baden-Powell s-a hotărât să obțină singur provizii, să-și organizeze singur transportul și să facă recrutări în secret. Cu forțe slab pregătite și conștient de numărul net superior al burilor, de tacticile lor de comando și de eșecul raidului Jameson, Baden-Powell a hotărât că cel mai bun mijloc de a ține luptătorii buri departe este prin defensivă, și nu prin atac. Ca urmare, el a ales să ocupe orașul Mafeking poziționat strategic — și lângă graniță, și pe calea ferată dintre Bulawayo și Kimberley — și datorită statutului acestuia de centru administrativ local. De asemenea, orașul avea stocuri suficiente de hrană și alte provizii.

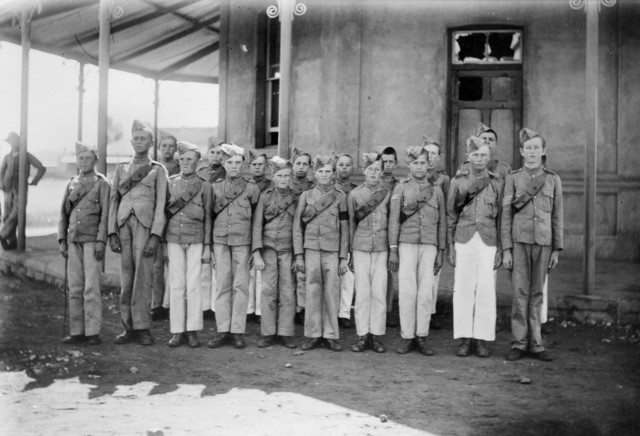
Cadeţi din Mafeking în timpul asediului

Forțele din Mafeking erau compuse din Regimentul Protectoratului cu circa 500 de oameni, alți aproximativ 300 din Bechuanaland Rifles și din Poliția Capului, și alți 300 de localnici. S-a înființat și un corp de cadeți, format din băieți cu vârsta între 12 și 15 ani, care ulterior a devenit o sursă de inspirație pentru Mișcarea Cercetașilor, copii care au activat ca infirmieri și curieri. Recrutarea acestor cadeți a permis maximizarea numărului de bărbați adulți folosiți în luptă, aducând numărul total al celor implicați în efortul militar la circa 2000. Deși urma să fie un „război al albilor”, Baden-Powell a înarmat cu puști și un număr de aproximativ 300 de băștinași africani. Ei au fost porecliți „Black Watch” („Garda Neagră”) și au fost folosiți la paza perimetrului.:424-425

## Asediul
Lucrul la construcția întăriturilor din jurul perimetrului de 10 km al Mafekingului a început la 19 septembrie 1899; orașul avea să fie dotat cu o rețea extinsă de tranșee și poziții de artilerie. Președintele statului independent bur Republica Sud-Africană, Paul Kruger, a declarat război la 12 octombrie 1899. Din ordinele generalului Cronje, liniile de telegraf și cale ferată ale Mafekingului au fost întrerupte în aceeași zi, iar orașul a fost asediat începând cu 13 octombrie. Mafeking a fost bombardat pentru prima oară la 16 octombrie după ce Baden-Powell a ignorat ultimatumul dat de Cronje de a se preda până la ora 9.
Deși depășită numeric de cei 8000 de luptători buri, garnizoana a rezistat asediului timp de 217 zile, sfidând predicțiile politicienilor de ambele părți. Mare parte din meritele pentru aceasta îi aparțin lui Baden-Powell și diversiunilor organizate de el. În jurul orașului s-au pus mine false în văzul burilor și spionilor lor din oraș, iar soldaților li s-au dat ordine să aibă grijă la sârma ghimpată din tranșee (sârmă ghimpată care de fapt nu exista); tunurile și un reflector (improvizat dintr-o lampă cu acetilenă și cutii de conserve) au fost mutate prin oraș pentru a da impresia că sunt mai multe. Atelierele feroviare din Mafeking au confecționat un obuzier și s-a reactivat și un tun vechi (data gravată pe el era 1770, și constructorul, ca o coincidență, "B.P. & Co."). Observând că burii nu au distrus calea ferată, Baden-Powell a încărcat un tren blindat cu lunetiști și l-a trimis direct în sus pe calea ferată într-un atac îndrăzneț îndreptat spre centrul taberei burilor, urmat de o retragere fără pierderi în Mafeking. 

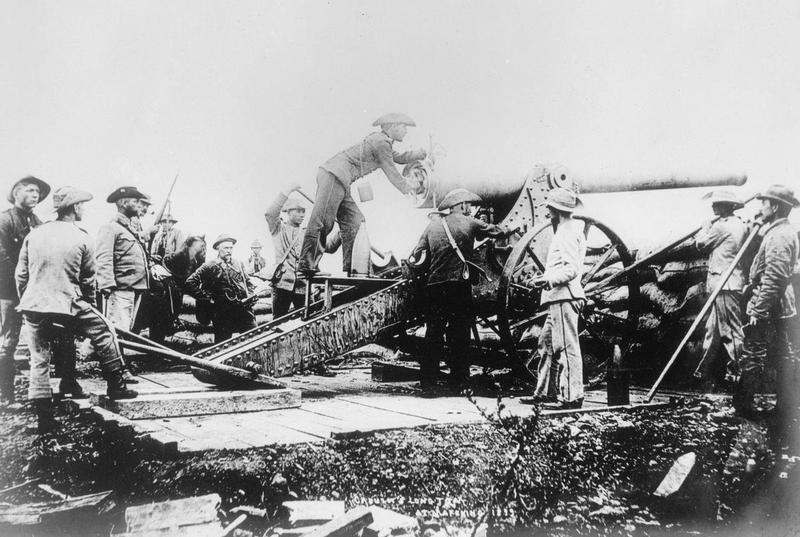
Long Tomul burilor în acţiune în timpul asediului

S-a avut grijă și de moralul populației civile, și s-au negociat încetări ale focului pentru zilele de duminică, zi în care se țineau competiții sportive (meciuri de cricket) și spectacole de teatru. La început, generalul J. P. Snyman (comandantul ce i-a succedat lui Cronje) a fost jignit în sensibilitățile sale religioase și a amenințat că va trage în jucători dacă vor continua. În cele din urmă Snyman a cedat și i-a invitat chiar și pe britanici la un joc. Baden-Powell i-a răspuns că trebuie să termine meciul în desfășurare, al cărui scor era „200 de zile, fără ieșire”.
Ca și în cazul asediului orașului Kimberley, burii au hotărât că orașul este prea bine apărat pentru a fi cucerit. La 19 noiembrie, 4.000 de buri au fost mutați în altă parte, deși asediul s-a menținut și bombardarea Mafekingului a continuat. Conștienți de apropierea coloanelor britanice de ridicare a asediului, burii au lansat un ultim atac major în dimineața zilei de 12 mai, atac ce a reușit să rupă perimetrul defensiv și să incendieze o parte din oraș, înainte de a fi în cele din urmă respins.

## Atacul burilor
La 12 mai, la circa 4 am, Field Cornet S. Eloff a condus o forță de circa 240 de buri într-un asalt asupra Mafekingului. Sub acoperirea unui atac diversionist în partea de est a orașului, atacatorii s-au strecurat printre redutele Hidden Hollow și Limestone de pe partea vestică a întăriturilor. Conduși de un dezertor britanic, ei au urmat o potecă pe lângă râul Molopo până în locul unde intră în Stadt, satul în care trăiau africanii băștinași. Grupul lui Eloff a pătruns fără opoziție în Stadt și a dat foc la colibe pentru a-i semnala lui Snyman situația atacului. La ora 5:30 am, burii ocupaseră cazărmile poliției de la marginea Mafekingului, ucigând o persoană și luând prizonieri 30 de persoane, între care și secundul garnizoanei, colonelul C. O. Hore. Eloff a luat telefonul ce asigura legătura cu cartierul general britanic și s-a lăudat la Baden-Powell cu reușita sa.:434
Incendiul alertase însă deja garnizoana din Mafeking, care a răspuns rapid la situația de criză. Poliția africană (din tribul Baralong) a rămas retrasă când grupul lui Eloff a trecut prin Stadt. Imediat ce burii au trecut mai departe, cei 109 de baralongi înarmați au tăiat calea de retragere a lui Eloff. Snyman, „cel mai greoi și mai încet dintre toți generalii buri din război”, nu a reușit să-l susțină pe Eloff. Între timp, complicata rețea telefonică a lui Baden-Powell i-a oferit acestuia informații precise în timp util. De la cartierul său general, comandantul britanic le-a cerut maiorului Alick Godley și escadrilei B din Regimentul Protectoratului să înăbușe atacul și a trimis escadrila D, și câțiva lucrători feroviari înarmați pentru a-i ajuta. Oamenii lui Eloff au ajuns în curând să fie izolați în trei grupuri.:435-436
Cu două escadrile, Godley a înconjurat la început un grup de buri strânși într-un kraal din Stadt. Aceștia s-au predat după un scurt schimb de focuri. Godley a împins al doilea grup de pe un kopje, iar aceștia au reușit să fugă. Toată ziua, Eloff și cel de al treilea grup au rezistat în cazărmile poliției, predându-se după lăsarea nopții. Britanicii au pierdut 12 morți și 8 răniți, în mare parte africani. Burii au pierdut 60 de morți și răniți, precum și 108 care au căzut prizonieri.:437-438

## Ridicarea asediului
Asediul a fost ridicat la 17 mai 1900, când forțele britanice în frunte cu colonelul B T Mahon din armata Lordului Roberts i-a atacat pe asediatori din exterior. Printre soldații forței de întărire s-a numărat și unul din frații lui Baden-Powell, maiorul Baden Fletcher Smyth Baden-Powell.
"Baden-Powell este un cercetaș minunat de capabil și iute la făcut planuri. Nu cunosc un altul care ar fi putut face treaba de la Mafeking în condiții similare. Toate cunoștințele pe care le-a adunat meticulos au fost utilizate pentru salvarea acelei comunități.” 
Până la debarcarea întăririlor în februarie 1900, războiul avea un curs nefavorabil britanicilor. Rezistența față de asediu era unul din aspectele pozitive, și, împreună cu despresurarea orașului, au atras simpatia opiniei publice din Regatul Unit. În țară, despresurarea Mafekingului a fost sărbătorită cu fast (de unde și verbul to maffick, care înseamnă a sărbători public și extravagant). „Maffick” este un extras din cuvântul Mafeking, un toponim tratat umoristic drept gerunziu în engleză datorită terminației -ing. Promovat la gradul de general-maior, cel mai tânăr din toată armata, și distins cu CB, Baden-Powell a fost tratat ca un erou la întoarcerea în țară în 1903.
S-au acordat trei decorații  Victoria Cross pentru acte de eroism în timpul asediului, sergentului Horace Martineau și soldatului Horace Ramsden pentru acțiuni în timpul unui atac asupra redutei bure Game Tree, și căpitanului Charles FitzClarence pentru Game Tree și pentru două acțiuni anterioare.
În septembrie 1904, Lord Roberts a dezvelit un obelisc în Mafeking pe care au fost inscripționate numele celor căzuți la apărarea orașului. În total, au murit 212 oameni în timpul asediului, și peste 600 au fost răniți. Pierderile burilor au fost și mai mari. Asediul a făcut din Baden-Powell o celebritate în Regatul Unit, faima sa contribuind la creșterea rapidă a Mișcării Cercetașilor înființată de el după câțiva ani.